# Nowospasskoje (obwód uljanowski)
Nowospasskoje (ros. Новоспасское) – osiedle typu miejskiego w Rosji, w obwodzie uljanowskim, ośrodek administracyjny rejonu nowospaskiego. W 2010 liczyło 11 075 mieszkańców.

## Urodzeni
- Aleksandr Boczkariow – radziecki działacz partyjny i państwowy.